# آربولدا
آربولدا (انگلیسی: Arboleda) یک منطقه مسکونی در کشور کلمبیا است.